# Saturn Awards 1975
La 2ª edizione dei Saturn Awards si è svolta il 7 gennaio 1975, per premiare le migliori produzioni cinematografiche del 1974.
In questa edizione, le categorie sono state ampliate da due a dieci.

## Candidati e vincitori
I vincitori sono indicati in grassetto.

### Film

#### Miglior film di fantascienza
- 2022: i sopravvissuti (Soylent Green), regia di Richard Fleischer[1]
- Anno 2670 - Ultimo atto (Battle for the Planet of the Apes), regia di Jack Lee Thompson
- Il giorno del delfino (The Day of the Dolphin), regia di Mike Nichols
- L'odissea del Neptune nell'impero sommerso (The Neptune Factor), regia di Daniel Petrie
- Il dormiglione (Sleeper), regia di Woody Allen
- Beware! The Blob, regia di Larry Hagman
- Kobra (Sssssss), regia di Bernard L. Kowalski
- Il mondo dei robot (Westworld), regia di Michael Crichton

#### Miglior film horror
- L'esorcista (The Exorcist), regia di William Friedkin[2]
- Arnold, regia di Georg Fenady
- A Venezia... un dicembre rosso shocking (Don't Look Now), regia di Nicolas Roeg
- Terror House, regia di Sergei Goncharoff
- Dopo la vita (The Legend of Hell House), regia di John Hough
- Non prendete quel metrò (Death Line), regia di Gary Sherman
- Slok (Schlock), regia di John Landis
- Scream Blacula Scream, regia di Bob Kelljan
- Le due sorelle (Sisters), regia di Brian De Palma
- Delirious - Il baratro della follia (Tales That Witness Madness), regia di Freddie Francis
- Terror in the Wax Museum, regia di Georg Fenady
- Oscar insanguinato (Theatre of Blood), regia di Douglas Hickox
- The Vault of Horror, regia di Roy Ward Baker

#### Miglior film fantasy
- Il viaggio fantastico di Sinbad (The Golden Voyage of Sinbad), regia di Gordon Hessler[3]

#### Miglior sceneggiatura
- William Peter Blatty - L'esorcista (The Exorcist)

#### Migliori effetti speciali
- Marcel Veroutere - L'esorcista (The Exorcist)

#### Miglior colonna sonora
- Bernard Herrmann per la sua carriera

#### Miglior trucco
- Dick Smith - L'esorcista (The Exorcist)

#### Miglior animazione stop-motion
- The Golden Voyage of Sinbad - Ray Harryhausen (produttore)

### Televisione

#### Special Achievement in Television
- Curtis Harrington - Killer Bees

## Premi speciali
- George Pal
- Charlton Heston
- Gloria Swanson
- Fay Wray
- Don Fanzo
- C. Dean Anderson